# Bittacus cottrelli
Bittacus cottrelli är en näbbsländeart som beskrevs av Jason Gilbert Hayden Londt 1972. Bittacus cottrelli ingår i släktet Bittacus och familjen styltsländor. Inga underarter finns listade i Catalogue of Life.